# Katalin Szuchy
Katalin Szuchy, coniugata Árvané (Budapest, 28 settembre 1953), è un'ex cestista ungherese.

## Carriera
Con l'Ungheria ha disputato i Giochi olimpici di Mosca 1980, i Campionati mondiali del 1975 e sei edizioni dei Campionati europei (1974, 1976, 1978, 1980, 1981, 1983).